# Parafia św. Stefana w Upper Coomera
Parafia św. Stefana w Upper Coomera – parafia rzymskokatolicka, należąca do archidiecezji Brisbane.
Parafia ta jest personalnym ordynariatem Parafii Najświętszej Maryi Panny Krzyża Południa.
Kościół św. Stefana w Upper Coomera pełni głównie funkcję kaplicy College'u św. Stefana w Upper Coomera.